# Euthalia euphemius
Euthalia euphemius är en fjärilsart som beskrevs av Otto Staudinger 1896. Euthalia euphemius ingår i släktet Euthalia och familjen praktfjärilar. Inga underarter finns listade i Catalogue of Life.